# Luther, Michigan
Luther är en ort (village) i Lake County i Michigan. Orten har fått sitt namn efter sågverksägaren William A. Luther. Vid 2010 års folkräkning hade Luther 318 invånare.